# زبان تنت
زبان تنت یکی از زبان‌های نیلوصحرایی است که از سوی مردمان تنت استفاده می‌شود. گویشوران این زبان در ده روستا در ۶۵ کیلومتری شمال شرقی شهر توریت در سودان جنوبی می‌زیند. 